# Tom Berenger
Tom Berenger, de nom Thomas Michael Moore, (Chicago, 31 de maig de 1949) és un actor i productor de cinema estatunidenc.

## Biografia
Va destacar com a actor a Buscant el Sr. Goodbar de Richard Brooks, però és sobretot conegut per a la seva interpretació del sergent Barnes a Platoon d'Oliver Stone (1986) i de Gary Simmons, pagès racista del Mig-Oest, a El camí de la traïció de Costa-Gavras (1988).
En la seva joventut, encarnava personatges violents als quals la seva potència donava un caràcter nietzschià. En els dos últims Sniper, encarna un personatge cada cop menys creïble de guerrer antiquat, obès i alcohòlic, al qual són confiades missions suïcides per responsables que són, d'una banda, els seus antics companys de combat i, d'altra part, la nova generació de caps cínics i freds, que no intenten més que utilitzar-lo desfent-se d'ell.

## Filmografia

### Cinema
| - 1976: Rush It: Richard Moore - 1977: The Sentinel: L'home del final - 1977: Buscant el Sr. Goodbar (Looking for Mr. Goodbar): Gary - 1978: In Praise of Older Women: Andras Vayda - 1979: Butch and Sundance: The Early Days: Robert Leroy Parker àlies Butch Cassidy - 1981: Els gossos de la guerra (The Dogs of War): Drew - 1982: Oltre la porta: Matthew - 1983: The Big Chill: Sam Weber - 1983: Eddie And The Cruisers: Frank Ridgeway - 1984: Fear City: Matt Rossi - 1985: Rustlers' Rhapsody: Rex O'Herlihan - 1986: Platoon: Sergent Bob Barnes - 1987: Someone to Watch Over Me: Detectiu Mike Keegan - 1988: Shoot to Kill: Jonathan Knox - 1988: El camí de la traïció (Betrayed): Gary Simmons - 1988: Last Rites: Pare Michael Pace - 1989: Major League: Jake Taylor - 1989: Born on the Fourth of July: Sergent Hayes - 1990: Amor perseguit: Harry Dobbs - 1990: The Field: Peter, 'The Yank - 1991: La nit dels vidres trencats (Shattered): Dan Merrick - 1991: Jugant en els camps del senyor (At Play in the Fields of the Lord): Lewis Moon - 1993: Al cor de la jungla (Sniper): Thomas Beckett - 1993: Assetjada (Sliver): Jack Landsford - 1993: Gettysburg: Tinent General James Longstreet - 1994: Major League 2: Jake Taylor - 1994: Chasers: Rock Reilly | - 1995: Last of the Dogmen: Lewis Gates - 1996: El substitut (The Substitute): Jonathan Shale - 1996: Any Occasional Hell: Dr. Ernest Dewalt - 1998: Conflicte d'interessos (The Gingerbread Man): Pete Randle - 1998: Shadow of Doubt: Ada Jack Campioni - 1999: A Murder of Crows (vídeo): Clifford Dubose - 1999: Herois sense pàtria (One Man's Hero): Capità John Riley - 1999: Diplomatic Siege: General Buck Swain - 2000: Fear of Flying: Robert Sikes - 2000: Takedown: McCoy Rollins - 2001: Watchtower: Art Stoner - 2001: Training Day: Stan Gursky - 2001: The Hollywood Sign: Tom Greener - 2001: True Blue: Rembrandt Macy - 2002: D-Tox: Hank - 2002: Sniper 2 (vídeo): Thomas J. Beckett - 2004: Sniper 3 (vídeo): Thomas J. Beckett - 2007: The Christmas Miracle Of Jonathan Toomey: Jonathan Toomey - 2008: Stiletto: Virgil Vadalos - 2009: Charlie Valentine: Becker - 2009: Breaking Gens: Steven Luisi - 2009: Silent Venom: Almirall Bradley Wallace - 2010: Smokin' Aces 2: Assassins Ball : Walter Weed - 2010: Sinners & Sants: Capità Trahan - 2010: Firedog: Einstein (Veu) - 2010: Inception: Browning - 2010: Last Will: Frank Emery |

### Televisió
- 1975-1976: One Life to Live (Sèrie Tv): Tim Seigel
- 1977: Johnny, We Hardly Knew Ye (Telefilm): Billy Sutton
- 1979: Flesh And Blood (Telefilm): Bobby Fallon
- 1991: Dream Hom (Sèrie Tv): Nick Spencer
- 1993: Cheers (Sèrie Tv): Do Santry
- 1995: The Avenging Angel (Telefilm): Milles Utley
- 1995: Body Language (Telefilm): Gavin St. Claire
- 1997: Rough Riders (Telefilm): Theodore Roosevelt
- 1999: In the Company of Spies (Telefilm): Kevin Jefferson
- 2000: Cutaway (Telefilm): Red Line
- 2000: Law & Order (Sèrie Tv): Dean Tyler
- 2001: Ally McBeal (Sèrie Tv): Harrison Wyatt
- 2002: Johnson County War (Telefilm): Cain Hammett
- 2002: The Junction Boys (Telefilm): Paul Bryant
- 2003: Third Watch (Sèrie Tv): Aaron Noble
- 2003: Peacemakers (Sèrie Tv): Marshall Jared Stone
- 2004: Capital City (Telefilm): Sen. Foxworthy
- 2005: Detective (Telefilm): Sergent Malcolm Ainslie
- 2006: Nightmares and Dreamscapes (Sèrie Tv): Richard Kinnell
- 2006: Amy Coyne (Telefilm): Mac
- 2007: America's Illiad: The Siege of Xarleston (Telefilm): El narrador
- 2007-2008: Octoarmadura Road (Sèrie Tv): El comanador
- 2008: Desperate Hours: An Amber Alert (Telefilm): Larsan
- 2011: XIII : La Sèrie : Rainer Garehart
- 2012: Hatfields and McCoys
- 2014: Hawaii 5.0: Eddie Williams, pare de Danno
- Des de 2014: Major Crimes: Jackson Raydor
- 2015: Impact Earth (telefilm): Herbert Sloan

### Productor
- 1995: The Avenging Angel (Telefilm)
- 1996: An Occasional Hell
- 1997: Rough Riders (Telefilm)
- 2003: Peacemakers (Sèrie TV)